# Синя безодня 2
«Синя безодня 2» (англ. 47 Meters Down: Uncaged) — фільм жахів про виживання режисера Йоганнеса Робертса, знятий за сценарієм Ернеста Ріери. Стрічка є продовженням фільму «Синя безодня» (2017). Прем'єра фільму в Україні — 29 серпня 2019 року.

## Сюжет
Чотири дівчини вирішують екстремально провести час. Вони беруть акваланги та глибоко пірнають в океан. Одна з них знаходить зруйноване підводне місто. Спочатку всім здавалося дослідити його гарною ідеєю, але їхня пригода швидко перетворюються на жах, бо розуміють, що вони не самотні під водою. Дівчата потрапляють в лабіринти печер, не підозрюючи, що це територія найнебезпечніших смертоносних видів акул.

## У ролях
| Актор           | Роль      |
| --------------- | --------- |
| Джон Корбетт    | Грант     |
| Ніа Лонг        | Дженніфер |
| Софі Нелісс     | Міа       |
| Корінн Фокс     | Саша      |
| Сістін Сталлоне | Ніколь    |
| Бріенн Тджу     | Алекса    |
| Даві Сантос     | Бен       |
| Кайлін Рамбо    | Карл      |
| Брек Бессінджер | Катерина  |

## Створення фільму
У вересні 2017 року було оголошено, що студія The Fyzz Facility працює над продовженням фільму «Синя безодня», для роботи над яким повернуться Йоганнес Робертс, Ернест Ріера та Джеймс Гарріс як режисер, сценарист, співсценарист і продюсер відповідно. Події в другій частині фільму будуть відбуватися в Бразилії і зосереджуватимуться навколо групи молодих жінок, які вирішили дослідити приховані підводні руїни, розташовані поза уторованих шляхів. Виробництво буде проходити під контролем Altitude Film Sales з пошуком потенційних покупців у Торонто. У серпні 2018 року перший трейлер фільму вийшов з новою офіційною назвою «47 Meters Down: The Next Chapter». До грудня того ж року було оголошено, що остаточна офіційна назва продовження фільму — «47 Meters Down: Uncaged» (в українському прокаті «Синя безодня 2»).

### Знімання
Основне знімання фільму почали в грудні 2018 року.

## Випуск
Entertainment Studios буде займатися дистрибуцією фільму із запланованим випуском на 28 червня 2019 року. Згідно Bloody Disgusting компанія Entertainment Studios оголосила, що дата релізу була перенесена на 16 серпня 2019 року, щоб уникнути конкуренції зі стрічкою «Анабель 3», яка випускалася того ж тижня.